# Chi-Chi
Chi-Chi (チチ?) (llamada Milk en Hispanoamérica) es un personaje de ficción de la serie de manga y anime Dragon Ball.  Chi-Chi adolescente fue un personaje seleccionable en Super Dragon Ball Z y como niña en Dragon Ball Z: Budokai Tenkaichi 3.

## Características

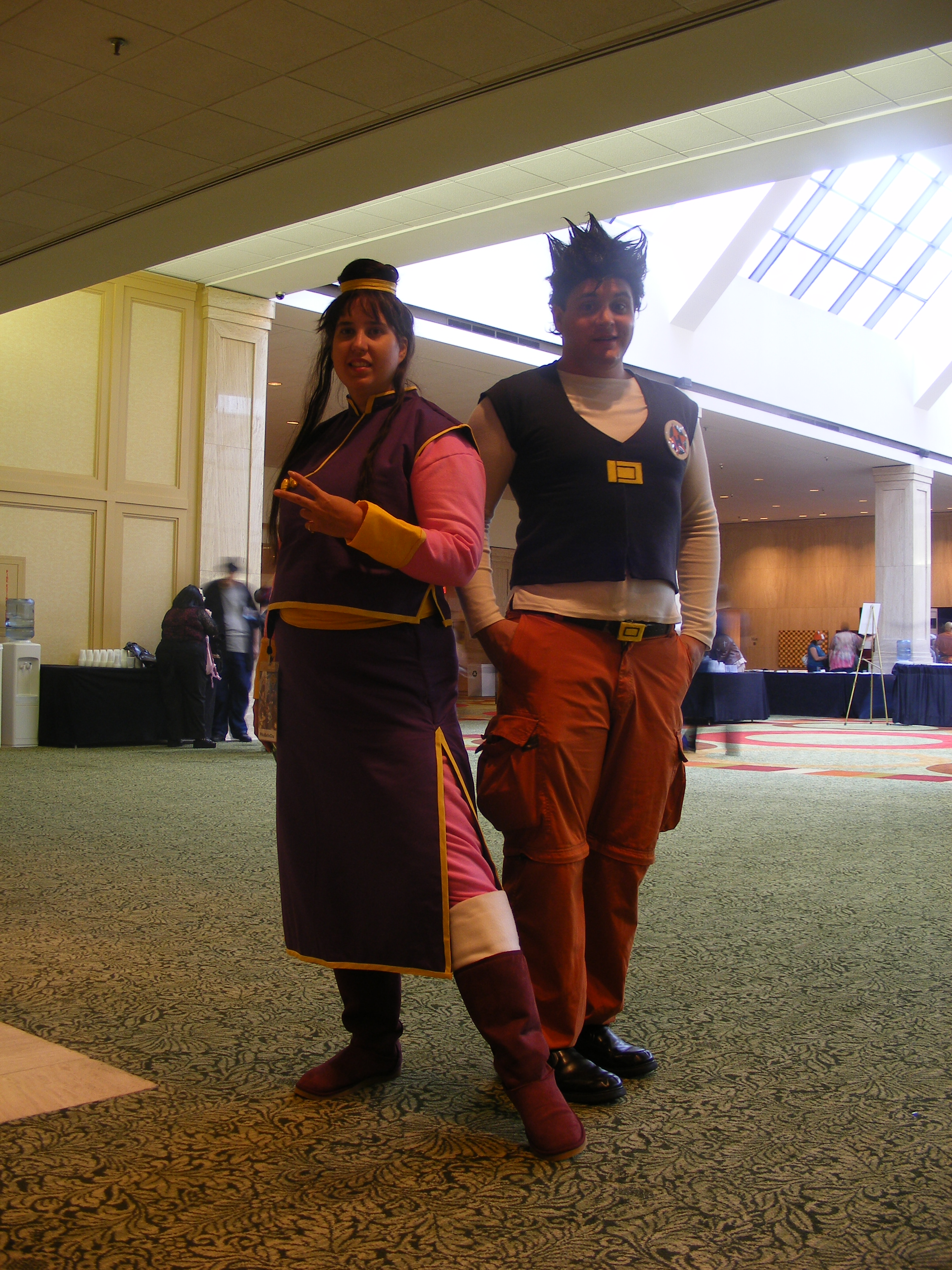
Cosplayers caracterizando a Chichi y Gohan

Cuando se la presenta, Chi-Chi es hija del rey Gyumaō y princesa del monte Frypan. Cuando son niños, Gokū le promete que se casarán en el futuro, sin comprender en absoluto lo que eso significa. El estilo de pelea de Chi-Chi es parecido al de Gokū y al resto, ya que su padre y maestro fue, a su vez, alumno de Kame Sen'nin. 
La personalidad de Chi-Chi en Dragon Ball inicialmente es dulce y amable, pero al crecer se vuelve agresiva, conservando también un lado dulce, amable y gentil. En Dragon Ball Z su personalidad es agresiva, pero sobreprotectora con su primer hijo, Gohan. Es muy estricta con este, pero con su segundo hijo, Goten, acaba siendo todo lo contrario, debido a que no tienen dinero suficiente para que reciba la misma educación que su hermano, por lo que ella opta por entrenarlo. A lo largo de la serie, Chi-Chi se muestra como una madre sobreprotectora, una suegra compasiva con Videl y una abuela cercana.
En Dragon Ball, antes del inicio del manga, su hogar en el monte Frypan se incendió con un fuego mágico. Para poder apagarlo su padre la mandó a pedirle el Bashō Sen, un abanico mágico, a Kame Sen'nin. En el camino se encontró con Yamcha, a quien confunde con un enemigo, y este defendiéndose la noqueó, minutos después Yamcha se entera de que ella es la hija de Gyumaō y corre a ayudarla temiendo la ira del Rey, pero se marcha cuando Gokū llega a recogerla para llevarla con Kame Sen'nin. Ya en Kame House descubren que Kame Sen'nin se había deshecho del Bashō Sen cuando se ensució, pero él se ofrece a ayudarles y los acompaña al monte Frypan donde apaga el fuego con un Kame Hame Ha, destruyendo también el castillo. Cuando Gokū está a punto de marcharse le pregunta si cuando sean mayores vendrá a tomarla como esposa, Gokū acepta sin saber de qué le está hablando. En el anime, Chi-Chi vuelve a aparecer cuando Gokū viaja en busca de las Dragon Balls luego del 21° Tenkaichi Budōkai. Mientras Chi-Chi se encuentra recolectando flores aparece por casualidad con el verdadero Gokū. Gokū y Chi-Chi se dan cuenta de que algo malo ocurre en la aldea y corren hacia allá y rescatan a Gyūmaō, luego el joven se despide y le promete a Chi-Chi que algún día volverá.